# Antonio Ariza
Antonio Ariza Cañadilla (El Puerto de Santa María, 1921-Ciudad de México, 26 de mayo de 2005) fue un empresario y filántropo español inmigrado en México en 1949 como representante de la casa Pedro Domecq en la que trabajó hasta su muerte.
Fue, junto con otros benefactores, el creador de la raza de caballos Azteca, especial de la charrería mexicana, mediante la cruza genética entre caballos de pura Raza Española y caballos de raza Cuarto de Milla. Esta creación es actualmente la más representativa de los mejores caballos especialmente dotados para las suertes de la práctica ecuestre típicamente mexicana.

## Datos biográficos
Cuando en 1949 se prohibió en México la importación de productos suntuarios a fin de desarrollar la industria del país, Pedro Domecq González –quien en ese momento vivía en Nueva York, EUA– junto con José Ignacio Domecq González de la Casa Pedro Domecq de Jerez de la Frontera, fue encomendado la tarea de ver la posibilidad de abrir Pedro Domecq México. Después de una detallada investigación de campo con vistas a desarrollar la industria vitivinícola en México, Pedro Domecq fundó la Casa Pedro Domecq México. En 1949, habiendo realizado lo necesario para fundar la empresa, contrató a Antonio Ariza con el fin de que realizara el trabajo inicial. En 1951, Pedro Domecq González, junto con su familia, se mudó a México y comenzó a fungir como Director de la Casa Pedro Domecq México, cargo que ocupó hasta su muerte en el año de 1983. Junto con Antonio Ariza y como Director del proyecto, creó un plan que fue autorizado por el Marqués de Domecq en Jerez de la Frontera a fin de desarrollar productos mexicanos que tuvieran calidad mundial. Así fue nombrado Pedro Domecq y su socio, Antonio Ariza representantes de la empresa Casa Domecq en México. Antonio fue una parte muy importante de esta labor. Desde su llegada puso manos a la obra. La Casa Pedro Domecq México fue responsable del desarrolló de regiones viti-vinícolas, apoyando a los pequeños productores del norte de México, como en el Valle de Calafia en la Baja California, que tiene características similares a la comarca española de Rioja. Los productos desarrollados en estas regiones han sido premiados internacionalmente por su calidad y competitividad. (Ref: http://www.jerezsiempre.com/index.php/Pedro_Domecq_Gonz%C3%A1lez )
Además de las actividades estrictamente empresariales promovió extensamente el turismo entre México y España. Desarrolló lo que actualmente es un caballo indispensable para la charrería mexicana. Fue presidente de la fundación de beneficencia para las enfermedades del hígado en México. Tomó parte en el Fondo Mexicano para la Conservación de a Naturaleza y dedicó tiempo para encauzar actividades que han protegido e impulsado las buenas prácticas productivas, ecológicamente hablando.
Se le consideró en vida, en México, como un agente de cambio social que mereció galardones diversos:
- Premio Nacional al Altruismo (2003).
- Filántropo del Año (2000).
- Forma parte del Salón del Empresario del grupo editorial Expansión.

Él, a su vez se dijo mexicano de adopción:

"...No hay nada, por pequeño o grande que sea, si está en mi capacidad y en mis fuerzas, que yo no haría por México. El hombre no sólo es de donde nace, sino de donde se hace, y yo me he hecho aquí. Todo se lo debo a este noble y hermoso país..."